# (905) Universitas
(905) Universitas – planetoida z pasa głównego asteroid.

## Odkrycie
Została odkryta 30 października 1918 roku w Hamburg-Bergedorf Observatory w Bergedorfie przez Arnolda Schwassmanna. Nazwa pochodzi od Uniwersytetu w Hamburgu. Przed nadaniem nazwy planetoida nosiła oznaczenie tymczasowe (905) 1918 ES.

## Orbita
(905) Universitas okrąża Słońce w ciągu 3 lat i 110 dni w średniej odległości 2,22 au. Planetoida należy do rodziny planetoidy Flora nazywanej też czasem rodziną Ariadne.